# 柳湖墩遗址
柳湖墩遗址，位于中国甘肃省民勤县，为一个省级文物保护单位，类型为古遗址。
柳湖墩遗址的历史年代为青铜时代。